# Mufulira
Mufulira er en by i den nordlige/centrale del af Zambia med 182.400 (2022) indbyggere. Byen er, som så mange andre byer i det nordlige Zambia, kendt for sin store minedrift af kobber.